# Shag Point (rev)
Shag Point är ett rev i Sydgeorgien och Sydsandwichöarna (Storbritannien). Det ligger utanför Sydgeorgien. Det finns inga samhällen i närheten. 